# Élie Decazes
Élie Louis Decazes (Saint-Martin-de-Laye, 28 de setembre del 1780 – París, 24 d'octubre de 1860) va ser un noble i polític reialista francès.

## Biografia
Élie Decazes va començar els seus estudis a l'Escola militar de Vendôme de 1790 a 1799. Després estudià Dret i va esdevenir el 1805, després del seu matrimoni am una filla del comte Muraire, jutge al tribunal civil de la Seine. Va ser nomenat conseller de Louis Bonaparte el 1807. També va ser conseller del jove rei del Regne d'Holanda, Louis Bonaparte, i de Maria Letizia Ramolino.
Després de la caiguda de l'Empire, refusa signar una felicitació a Napoleó I quan aquest tornà de l'illa d'Elba, i es va declarar reialista (royaliste), va restar fidel a la dinastia dels borbons durant els Cent dies. A través del baró Joseph-Dominique Louis, es va poder trobar amb el rei Louis XVIII, que el va recompensar per la seva fidelitat nomenant-lo prefecte de la policia de París el 7 de juliol de 1815.

### Favorit de Louis XVIII
Decazes va obtenir l'autorització de despatxar els seus informes directament amb el rei. Va esdevenir el favorit de Lluís XVIII que l'anomenava mon fils. Va ser detestat pels Ultrareialistes, Decazes abans havia col·laborat amb Fouché el 1815, després ministre del duc de Richelieu.
En les seves Mémoires d'outre-tombe, Chateaubriand va criticar les relacions entre Lluís XVIII i Decazes.

### Reialista moderat

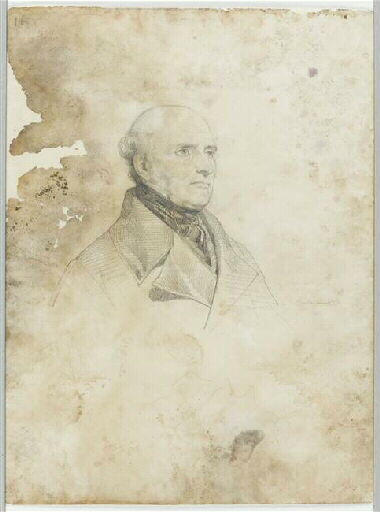
Elie duc Decazes, pair de France, Eugène Devéria, 1845, Musée national du château de Pau

Les eleccions legislatives de 1815, van representar un triomf dels ultrareialistes amb 350 escons del total de 389, Louis XVIII, persuadit per Decazes, va dissoldre la Cambra i amb les noves eleccions de 1816, els que van guanyar van ser els constitucionalistes moderats com era el duc Decazes. Aquest grup era a la vegada hostil a la Revolució francesa i a la contrarevolució.
Decazes amb 38 anys va ser el president del Consell de França més jove de la història. La seva ambició era explícitament Reialitzar la nació i nacionalitzar els reialistes (Royaliser la nation et nationaliser les royalistes) 
El 13 de febrer de 1820, el duc de Berry va ser assassinat per un obrer, Louvel. La premsa ultrareialista acusà Decazes de ser el responsable de la mort del duc de Berry que, a més, era l'únic capaç d'assegurar una descendència de la dinastia borbònica. Decazes va ser obligat a dimitir.

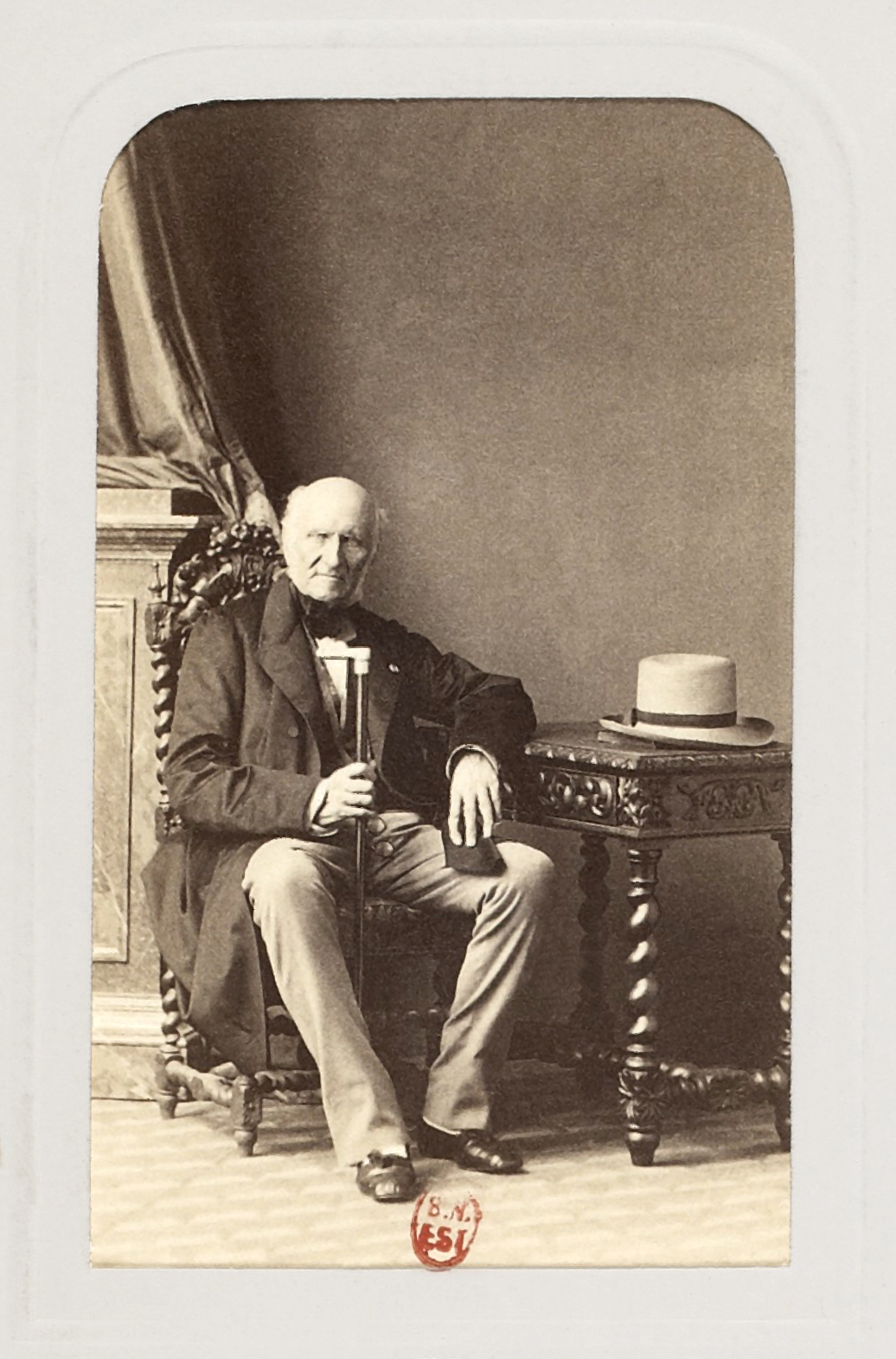
Fotografia del Duc Decazes al final de la seva vida

Va ser un alt dignatari de la francmaçoneria francesa. També va obtenir la Legió d'Honor. El seu fill, Louis Decazes, va ser diplomàtic, diputat i ministre d'Afers estrangers.